# Club Deportivo Benicarló
El CD Benicarló es un club de fútbol español del municipio de Benicarló, en la provincia de Castellón. Fue fundado en 1921.

## Historia
El CD Benicarló se fundó como tal en 1933, aunque el nacimiento del club ya se dio en 1921 con la gestación del Benicarló Football Club, equipo embrionario del CD Benicarló.
A lo largo de su historia nunca ha conseguido competir más allá de la Tercera División española del fútbol español, en la que ha permanecido durante cinco temporadas consecutivas (temporadas 1965/66 a 1969/70), ocho temporadas consecutivas (1981/82 a 1988/89) y dos temporadas sueltas (1971/72 y 1992/93). Actualmente el club ha vuelto a competir en tercera división siendo la temporada 2020/2021 la primera de esta nueva etapa.
En el año 2012 el club se fusionó con el C.F Sporting Benicarló con el objetivo principal de fomentar la cantera.

## Uniforme
Uniforme titular: Camiseta roja, pantalón azul marino, y medias azul marino.
Segunda equipación: Camiseta azul, pantalón azul, y medias azules.[cita requerida]
Tercera equipación: Camiseta blanca, pantalón rojo y medias blancas/rojas

## Datos del club
- Temporadas en 2ªB: 0
- Temporadas en 3.ª: 16
- Temporadas en Divisiones Regionales: 59
- Mejor puesto en la liga: 6.º (3.ª División: temporada 1966/67)

## Logros y méritos
- Campeón Regional Preferente (4): 1970/71, 1980/81, 1991/92, 2019/20

## Jugadores

### Jugadores destacados salidos de su cantera
- Pichi Alonso
- Xavier Roca
- Juanito Bosch
- Jorge Verge "Choco II"
- Rubén Lores Gellida
- Jorge Vazquez Di Biase
- Joaqui El de Albal

## Trayectoria
| Temporada       | Categoría     | Puesto  | Copa del Rey | Copa Federación |
| --------------- | ------------- | ------- | ------------ | --------------- |
| 1941/42 1964/65 | D. Regionales | Ascenso | -            |                 |
| 1965/66         | 3.ª División  | 15.º    | -            |                 |
| 1966/67         | 3.ª División  | 6.º     | -            |                 |
| 1967/68         | 3.ª División  | 9.º     | -            |                 |
| 1968/69         | 3.ª División  | 11.º    | -            |                 |
| 1969/70         | 3.ª División  | 9.º     | 1.ªR.        |                 |
| 1970/71         | D. Regionales | Ascenso | -            |                 |
| 1971/72         | 3.ª División  | 18.º    | 1.ªR.        |                 |
| 1972/73 1980/81 | D. Regionales | Ascenso | -            |                 |
| 1981/82         | 3.ª División  | 9.º     | -            |                 |
| 1982/83         | 3.ª División  | 16.º    | -            |                 |

| Temporada       | Categoría     | Puesto  | Copa del Rey | Copa Federación |
| --------------- | ------------- | ------- | ------------ | --------------- |
| 1983/84         | 3.ª División  | 17.º    | -            |                 |
| 1984/85         | 3.ª División  | 15.º    | -            |                 |
| 1985/86         | 3.ª División  | 17.º    | -            |                 |
| 1986/87         | 3.ª División  | 17.º    | -            |                 |
| 1987/88         | 3.ª División  | 18.º    | -            |                 |
| 1988/89         | 3.ª División  | 22.º    | -            |                 |
| 1989/90 1991/92 | D. Regionales | Ascenso | -            |                 |
| 1992/93         | 3.ª División  | 16.º    | -            |                 |
| 1993/94 2019/20 | D. Regionales | Ascenso | -            | -               |

 (*) Clasificado Promoción de ascenso  